# John D. Briggs
John D. Briggs (1955) es un botánico, explorador inglés.

## Algunas publicaciones
- john d. Briggs, j.h. Leigh. 1996. Rare or threatened Australian plants. 4ª ed. ilustr. revisada de CSIRO, Australia, 466 pp.

- 1985. University of Bristol Botanical and Zoological Expedition to East Kenya 1982: Supplementary report 1985. 12 pp.

- j.h. Leigh, robert Boden, john d. Briggs. 1984. Extinct and endangered plants of Australia. Ed. Macmillan Co. of Australia, 369 pp. ISBN 0333356802, ISBN 9780333356807
- La abreviatura «J.D.Briggs» se emplea para indicar a John D. Briggs como autoridad en la descripción y clasificación científica de los vegetales.[1]